# As-Sahl
As-Sahl (arab. السحل) – miejscowość w Syrii, w muhafazie Damaszek. W 2004 roku liczyła 5677 mieszkańców.